# Fatimapark
Het Fatimapark is een processiepark te Sprundel.

## Geschiedenis
Reeds in 1634 was er sprake van het bos, een bezit van de parochie. In 1909 werd dit bos uitgebreid met een begraafplaats in de vorm van een kelk, waaromheen een pad werd aangelegd. Deze ligt op het hoogste punt van het dorp (13,5 meter boven NAP), dat de Claesberg werd genoemd.
Pastoor Maertens besloot in 1945, uit dankbaarheid dat het dorp relatief weinig oorlogsschade had geleden, in het bos een park aan te leggen met daarin een beeld van Onze-Lieve-Vrouw van Fátima en bijbehorend altaar. Ook werd in het bos de Sint-Jansberg opgeworpen en werden de vijftien Geheimen van de Rozenkrans rond het kerkhof geplaatst. In het park werden jaarlijks diverse processies gehouden, doch na 1967 kwam hieraan een einde.

## Externe bron
- Fatimapark